# Bolltorpshöjd
Bolltorpshöjd är ett före detta sanatorium - Bolltorps Sanatorium - som ligger strax norr om Alingsås i Västergötland. Byggnaden ritades av den kände arkitekten Ivar Tengbom under tidigt 1900-tal. 
Sanatoriet hade 40-50 vårdplatser (varierar mellan källor) och anlades av dåvarande Älvsborgs läns landsting. Byggnationen påbörjades år 1914 och slutfördes 1917. Huset är naturskönt beläget på södersluttningen av Rödeneplatån vid kanten av Risvedens skogsområde och på en höjd med ohindrad utsikt i tre väderstreck (öst, syd, väst). I sydväst syns sjön Mjörn.
Efter att ha varit bland annat lagerlokal för en butik i Alingsås, sedan privatbostad med mera, genomgick Bolltorpshöjd en restaurering under 2007, och byggnaden med omgärdande tomt såldes till en nybildad bostadsrättsförening med nio bostadsrätter av olika storlek. Fastigheten innehåller numera privatbostäder. Byggnaden är skyddad (Q-märkt) och dess ursprungliga gråa fasadkulör återställdes i samband med restaureringen.
Fastigheten köptes 2006 av Ola Serneke samt Alban Herlitz som tillsammans genomförde renovering samt konvertering till ett flerbostadshus. Arkitektfirman OkiDoki! Arkitekter anlitades som arkitekter och dåvarande SEFA byggnads AB (idag Serneke) utförde entreprenaden.